# St. Peter (Werl)

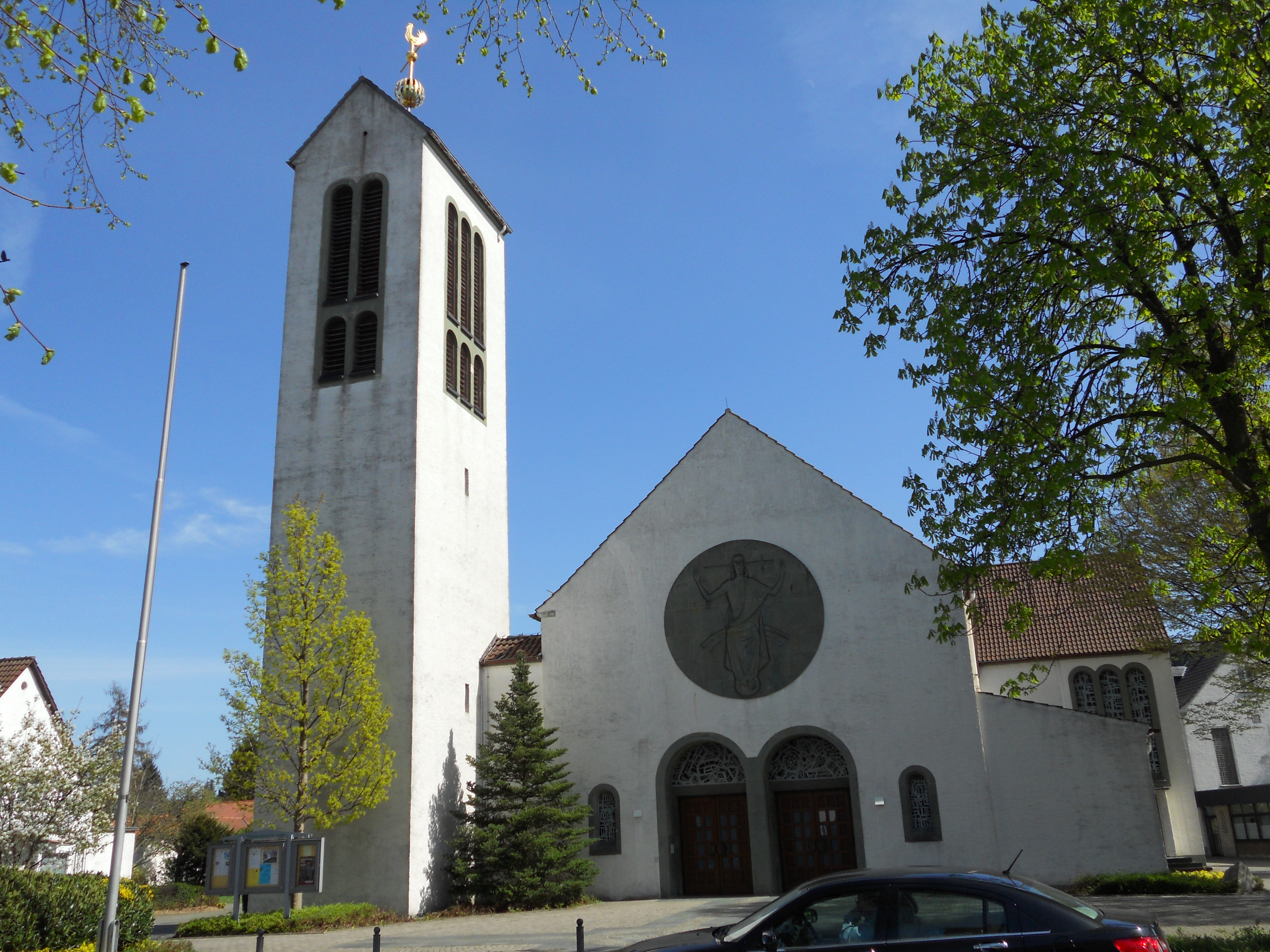
Außenansicht St. Peter mit Darstellung des Weltenrichters

Die Pfarrkirche St. Peter in Werl ist eine römisch-katholische Kirche.

## Geschichte
Die Kirche wurde von dem Freiburger Architekten Gregor Schroeder geplant und nach seinen Entwürfen gebaut. Sie liegt am Langenwiedenweg, dieser führt zur JVA Werl. Jeder Strafgefangene der zur JVA muss oder entlassen wird, kommt so zwangsläufig an der Kirche vorbei. Aus diesem Grund wurde über den beiden rundbogigen Portalen ein Schwert über dem Haupt des Weltenrichters angebracht. Es dient zum Zeichen des Richters und seiner Macht. Gefertigt wurde es nach einem Entwurf von Fred Eckersdorf aus Anröchter Naturstein.
Die Pfarrgemeinde St. Peter wurde 1942 gegründet, im Gebiet der Pfarrei wohnten etwa 6.500 Menschen. Erster Pfarrer der Gemeinde war Bernhard Hellmann. 1949 wurde in Selbsthilfe als Notkirche die alte Wallfahrtskirche, die sich in einem schlechten Bauzustand befand, hergerichtet. 1950 wurde der Bau des Josefshauses beendet, in dessen Saal wurden dann die Gottesdienste abgehalten. Die Kirche erwies sich nach einigen Jahren als zu klein, so dass sie von 1962 bis 1963 im Querhaus auf jeder Seite um sieben Meter und im Seitenschiff um drei Meter erweitert wurde.

## Beschreibung
Die Kirche wurde im Stil einer dreischiffigen romanischen Basilika in Form des griechischen Tau gebaut. Das Mittelschiff ist erheblich breiter als die Seitenschiffe. Es wurde versucht, die Idee des Apostels Paulus vom geheimnisvollen Leib der Kirche zu verwirklichen.

## Weihe

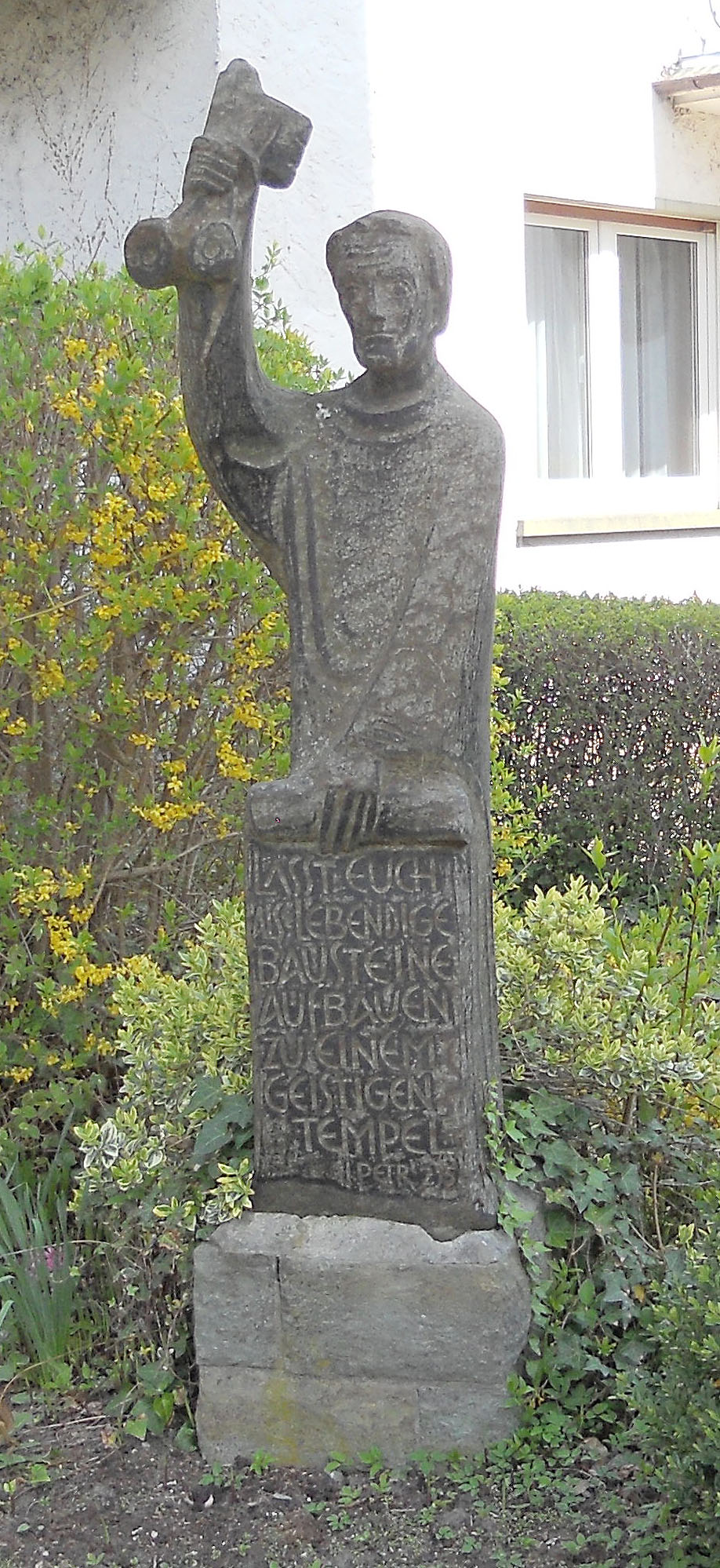
Skulptur des Schutzheiligen vor der Kirche

Im Marianischen Jahr 1954 wurde die Kirche geweiht, man feierte zeitgleich den hundertsten Jahrestag der Marienerscheinung in Lourdes.

## Fassade
In den Tympana über den beiden Toren sind in Glasbeton zwei Engel aus der Offenbarung dargestellt, und zwar der Engel, der die Posaune des Weltgerichtes bläst (Offb 10,7 ), und der Engel mit dem Mühlstein (Offb 18,21 ).

## Ausstattung

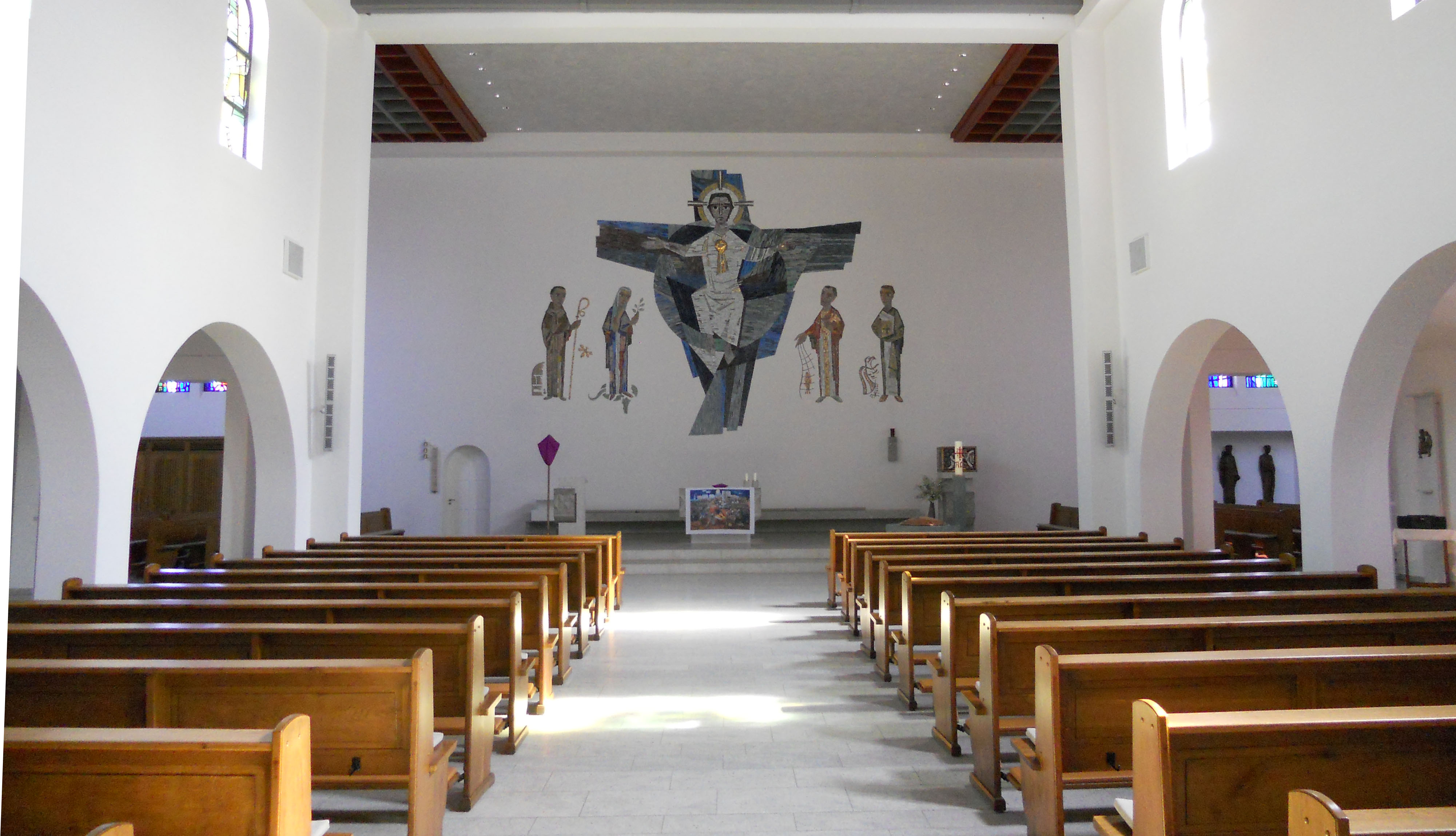
Innenansicht der Kirche

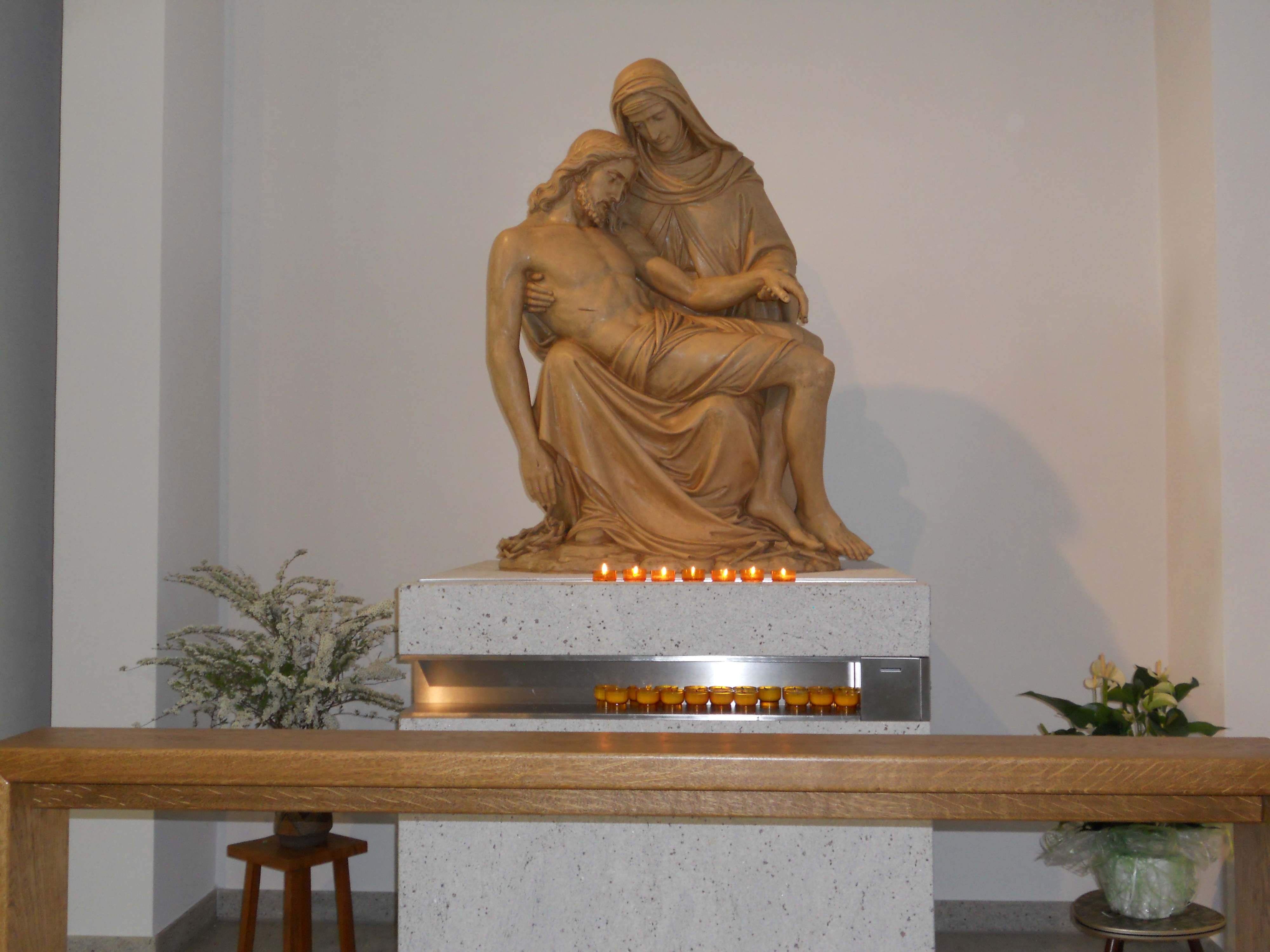
Pieta im Gebetsraum in St. Peter

### Altar und Sinnbilder
Ein großer Block aus Muschelkalk-Kernstein steht in der Vierung. Er soll Christus versinnbildlichen. Die Fensterrosen des Querhauses sollen die ausgestreckten Arme des gekreuzigten Jesus darstellen, die Fensterrosen in den beiden Giebeln die Wundmale. Das Langhaus stellt symbolisch den sich opfernden Christus dar.

### Mosaik
An der Wand des Ostchores ist ein Mosaik von Bernhard Gohla, das Christus als Hoherpriester zeigt, es ist ein Gegenstück zum Weltenrichter über dem Portal. Die Wundmale sind durch dicke Bergkristalle hervorgehoben. Die Augen erwecken den Eindruck, dem Betrachter zu folgen, egal ob er kniet, steht oder geht.
Maria ist als Immaculata mit der Schlange unter ihrem Fuß dargestellt. Über ihrem Kopf ist ein Sternenkranz. In der rechten Hand trägt sie einen Ölzweig, mit der Linken wehrt sie alles Unheil ab.
Bernhard von Clairvaux, ein Marienverehrer und Kirchengelehrter steht neben der Gottesmutter. Er wird mit einem Bienenkorb gezeigt, da er in der Kirche im Bronzekreuz mit der Kreuzreliquie als Doktor mellifluus - Honigfließender Redner und Prediger benannt wird. Als Gründer etlicher Zisterzienserklöster und Abt von Clairvaux trägt er den Abtsstab.
Der Apostel Petrus steht als Pfarrpatron zur Linken Jesu. In der rechten Hand hält er das Fischernetz, in der linken Hand den Schlüssel.
Daneben ist der Lieblingsjünger Apostel Johannes zu sehen. Er trägt das Evangelienbuch in der Hand. Neben ihm ist sein Evangelistensymbol zu sehen.

### Tabernakel und Ambo
Tabernakel und Ambo wurden nach Entwürfen von Bernhard Gohla gefertigt. Der Tabernakel ist in eine verzierte Bronzestele eingesetzt. Auf der Vorderseite wird gezeigt, wie der erschöpfte Elias für seine Reise durch die Wüste von einem Engel gestärkt wird, auf der Rückseite der brennende Dornbusch, in dem Gott sich Moses zeigt.
Auf dem Ambo sieht man sieben Tauben als Sinnbild der Gaben des Geistes Gottes.

### Petrus-Reliquiar
Heribert Cassau, ein Paderborner Kunst- und Goldschmied arbeitete das silberne Reliquiar in Form eines Schiffes. Zwei Netze mit Fischen sind in Emaillearbeit aufgetragen. Auf einem großen Bergkristall thront Petrus. Der Schrein ist reich mit Halbedelsteinen besetzt. Auf der Vorderseite ist die Inschrift: RELIQUIAE SANCTI PETRI APOSTOLI PA-TRONI HUIUS PAROCHIAE (Reliquie des hl. Apostels Petrus, des Patrons dieser Pfarrei; Urkunde des Vatikans vom 10.4.1960). Auf der Rückseite steht VOS AUTEM GENUS ELECTUM REGALE SACERDOTIUM („Ihr aber seid ein auserwähltes Geschlecht, ein königliches Priestertum.“ (1 Petr 2,9 ))

## Orgel

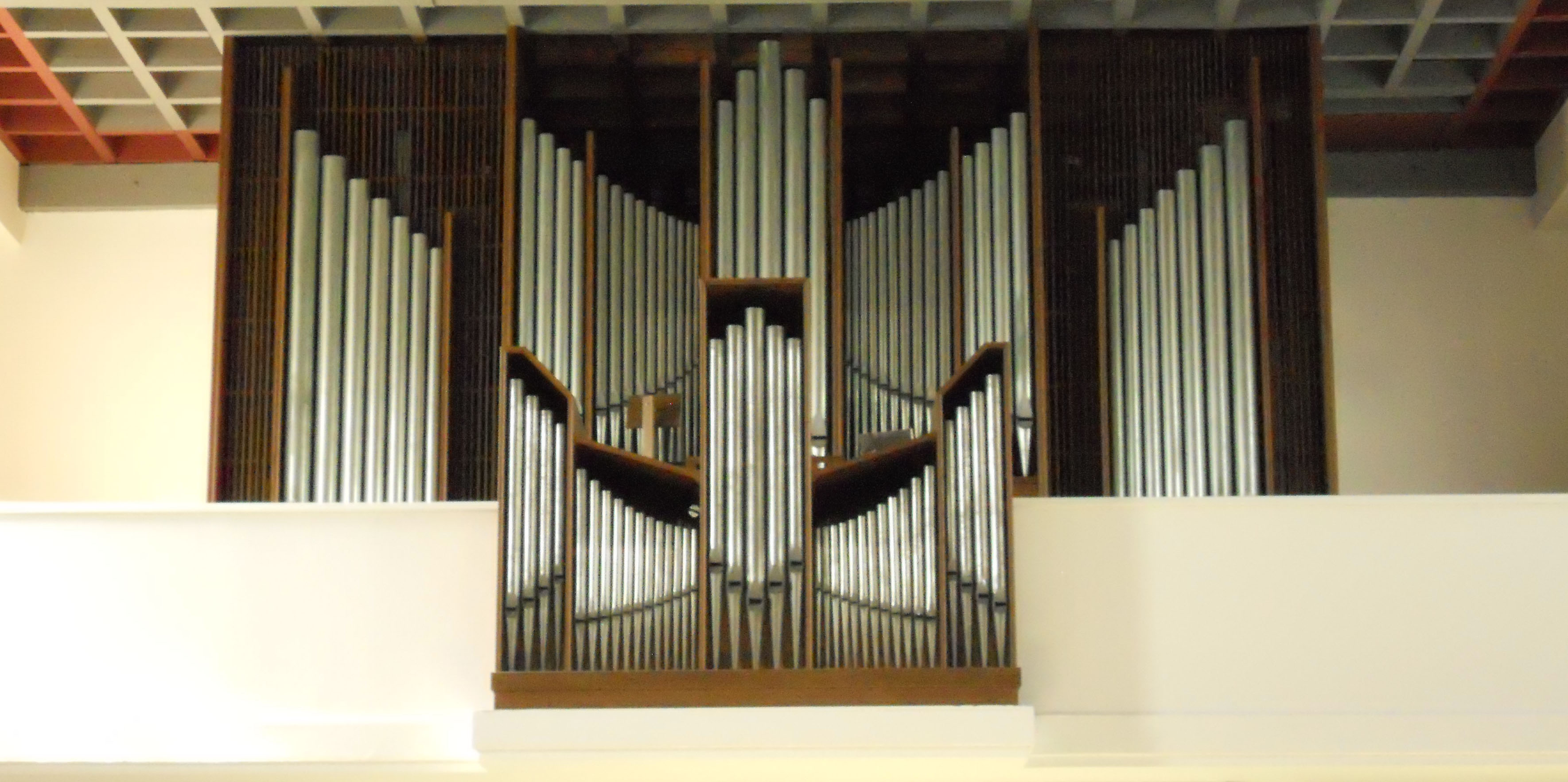
Stockmann-Orgel in St. Peter in Werl

Die Orgel wurde von dem Werler Orgelbauunternehmen Stockmann hergestellt. Sie hat drei Manuale und ein Pedalwerk. Das 33 Register umfassende Instrument ist eine elektrisch gesteuerte Schleifladenorgel.
Die Disposition wurde von Ludwig Pirot aus Darmstadt so gewählt, dass die Orgel auch für Konzerte und kirchenmusikalische Veranstaltungen genutzt werden kann.
| I Hauptwerk C–g3 |       |
| Quintadena       | 16′   |
| Prinzipal        | 8′    |
| Spillpfeife      | 8′    |
| Oktave           | 4′    |
| Waldflöte        | 2′    |
| Mixtur V–VI      | 1 ⁄3′ |
| Trompete         | 8′    |

| II Schwellwerk C–g3 |        |
| Rohrflöte           | 8′     |
| Dulzianflöte        | 8′     |
| Prinzipal           | 4′     |
| Blockflöte          | 4′     |
| Nasat               | 2 ⁄3′  |
| Schwiegel           | 2′     |
| Terzflöte           | 1 3⁄5′ |
| Scharff IV          | 1′     |
| Dulzian             | 16′    |
| Oboe                | 8′     |

| III Rückpositiv C–g3 |        |
| Gedackt              | 8′     |
| Rohrpommer           | 4′     |
| Prinzipal            | 2′     |
| Sifflöte             | 1′     |
| Terzian II           | 1 3⁄5′ |
| Scharffzimbel III    | 1⁄2′   |
| Rankettregal         | 16′    |
| Rohrschalmey         | 8′     |

| Pedal C–f1        |       |
| Subbaß            | 16′   |
| Prinzipal         | 8′    |
| Gedacktbaß        | 8′    |
| Choralbaß         | 4′    |
| Nachthorn         | 2′    |
| Mixtur VI         | 2 ⁄3′ |
| Liebliche Posaune | 16′   |
| Clairon           | 4′    |

- Koppeln: II/I, III/I, III/II, I/P, II/P, III/P
- Spielhilfen: 2 freie Kombinationen, 1 freie Pedalkombination, Tutti, General Crescendo

## Geläut
Das Geläut besteht aus vier Glocken, die tonmäßig auf die schon bestehenden Geläute der Propsteikirche und der Basilika abgestimmt sind. Es wurde 1953 vom Bochumer Verein gegossen.
- Die Petrusglocke ist 1120 kg schwer und auf den Ton es' gestimmt.
- Die Marienglocke ist 758 kg schwer und auf den Ton f' gestimmt.
- Die Antoniusglocke ist 442 kg schwer und auf den Ton as' gestimmt.
- Die Piusglocke ist 296 kg schwer und auf den Ton b' gestimmt